# Coanwood
Coanwood – wieś w Anglii, w hrabstwie Northumberland. Leży 57 km na zachód od miasta Newcastle upon Tyne i 411 km na północny zachód od Londynu.